# Боббі Данн
Роберт П. Данн (англ. Robert P. Dunn; 28 серпня 1890 — 24 березня 1937) — актор німого кіно, комік, один із так званих копів Кейстоуну. Він також з'являється разом з братами Маркс у «Качиному супі» (1933), а також у декількох комедіях Лорела та Гарді.
Народившись у Мілвокі, штат Вісконсин, у сім'ї Річарда та Меліси Данн. Розпочав свою кінокар'єру в студії Keystone Studios разом з Маком Сеннетом. Також працював актором і каскадером на багатьох інших кіностудіях. Він втратив багато зубів і зазнав інших травм, виконуючи трюки, втратив також одне око, коли упав у бочку з водою. Скляне око, яке він носив після цього, надавало йому дещо косоокий вигляд, хоча цей ефект слугував лише посиленню його комедійної кар'єри. Пізніше, протягом 1920-х і 1930-х років, він знімався у невеликих ролях у багатьох провідних коміків кіноіндустрії, такі як Гарольд Ллойд, У. К. Філдс, Чарлі Чейз, брати Маркс, Лорел і Харді.
Боббі Данн помер 24 березня 1937 року в Голлівуді, штат Каліфорнія, у віці 46 років. Його могила знаходиться на цвинтарі Голлівуд-Форевер в Лос-Анджелесі.

## Вибрана фільмографія
- 1915 — Нова роль Фатті / Fatty's New Role — бакалійник
- 1915 — Маленький вчитель / The Little Teacher — третій хуліган
- 1915 — Плутанина через фотографії / Fatty's Tintype Tangle
- 1915 — Падіння непостійного Фатті / Fickle Fatty's Fall — чоловік в душі
- 1928 — Зазивало / The Barker
- 1937 — Корабель невільників / Slave Ship